# Naughty Dog
A Naughty Dog, LLC é uma desenvolvedora norte-americana de jogos eletrônicos sediada em Santa Mônica, Califórnia. Foi fundada em setembro de 1984 pelos então estudantes colegiais Andy Gavin e Jason Rubin como JAM Software, sendo renomeada para seu nome atual alguns anos depois em 1989. A companhia é mais conhecida por ser uma das mais proeminentes subsidiárias da Sony Interactive Entertainment, tendo desenvolvido no decorrer dos anos vários títulos de sucesso exclusivos para as plataformas PlayStation na forma das séries Crash Bandicoot, Jak and Daxter, Uncharted e The Last of Us.
Os primeiros projetos da empresa foram uma sucessão de jogos cada vez mais bem sucedidos para computadores pessoais, culminando em Rings of Power e Way of the Warrior para consoles. Isto chamou a atenção da Universal Interactive Studios, que assinou um contrato com a Naughty Dog para o desenvolvimento de três jogos. O estúdio expandiu suas instalações e números de funcionários, firmando uma parceria com a Sony Computer Entertainment para a publicação dos títulos no PlayStation. Os jogos foram extremamente bem-sucedidos e tornaram-se os primeiros quatro títulos da franquia Crash Bandicoot.
Com o advento do PlayStation 2, a Naughty Dog começou a trabalhar direitamente com a Sony, que comprou a desenvolvedora em 2001, no mesmo ano que lançaram Jak and Daxter: The Precursor Legacy. Este gerou duas sequências e um derivado, todos no mesmo console. O primeiro título da companhia para o PlayStation 3 foi Uncharted: Drake's Fortune em 2007, sucedido por duas sequências no mesmo console e uma outra sequência e expansão autônoma no PlayStation 4. Paralelamente a empresa lançou The Last of Us em 2013 para o PlayStation 3, que recebeu uma sequência em 2020 para PlayStation 4.

## História
Os estudantes do ensino médio Jason Rubin e Andy Gavin, depois de ter experimentado o Lisp e C ++, uniram-se para criar uma produtora de jogos de vídeo game e fundaram a JAM Software em 1984. Rubin e Gavin escolheram criar softwares para o Apple II e decidiram criar um jogo de esqui para o seu segundo título. Durante a produção do jogo, Gavin acidentalmente copiou os jogos bootleg sobre a única cópia do jogo de esqui que eles tinham. Rubin então criou um novo jogo de esqui chamado Ski Crazed. Gavin reprogramou o jogo para rodar mais rápido. O jogo foi mais tarde escolhido e publicado pela Baudville, que comprou o jogo da Jam Software por US$ 250. Rubin e Gavin criaram um jogo de aventura gráfica para o Apple IIGS intitulado Dream Zone, que foi lançado em 1988 e portado para o Atari ST, e computadores pessoais . 
Em 1989, Rubin e Gavin lançaram um jogo intitulado Keef the Thief, que foi publicado pela Electronic Arts para o Apple IIGS, Amiga e IBM PC Compatible. Para fazer um novo começo e para dissolver a sua relação com Baudville, Rubin e Gavin renomearam a Jam Software como Naughty Dog em 9 de setembro de 1989. A Naughty Dog também criou e desenvolveu Rings of Power, que foi publicado pela Electronic Arts para a Mega Drive em 1991. Rubin e Gavin juntaram-se ao título pelo programador Vijay Pande, que mais tarde se tornaria mais conhecido por orquestrar o projeto de pesquisa de doença através da computação distribuída conhecido como Folding @ home na Universidade de Stanford . 
Em 1994, Rubin e Gavin produziram Way of the Warrior para o 3DO Interactive Multiplayer e apresentaram-no a Mark Cerny da Universal Interactive Studios. Cerny ficou satisfeito com Way of the Warrior e assinou com a Naughty Dog um contrato com a Universal Interactive Studios para mais três jogos. Rubin e Gavin inventaram um plano para criar um jogo de ação-plataforma tridimensional. Uma vez que o jogador seria forçado a olhar constantemente para a parte de trás do personagem, o jogo foi batizado em tom de brincadeira com o codinome. "Sonic's Ass Game".
A produção do jogo começou em 1994, durante o qual a Naughty Dog expandiu seu número de funcionários e inventou uma ferramenta de desenvolvimento chamada "Goal Oriented Object LISP", para criar os personagens e a jogabilidade. Os cartonistas Charles Zembillas e Joe Pearson foram recrutados para criar os personagens do jogo, o que resultou no personagem titular Crash Bandicoot . Após 14 meses de desenvolvimento, o jogo foi mostrado à Sony Computer Entertainment, que assinou em seguida para publicar o jogo. Crash Bandicoot foi mostrado ao público pela primeira vez na E3 e passou a se tornar um dos títulos mais vendidos no console PlayStation, vendendo mais de 6,8 milhões de cópias. 
Naughty Dog continuou a desenvolver mais dois jogos Crash Bandicoot, como um jogo de corrida de kart derivado, Crash Team Racing. Até então o estúdio estava mirando desenvolver jogos para a Sony e não ser mais restringida pela Universal Interactive. Desde que Universal segurou os direitos da série Crash Bandicoot, a Naughty Dog não poderia desenvolver jogos futuros por direito próprio. O estúdio seria comprado pela Sony para evitar uma repetição enquanto se concentrava no desenvolvimento do primeiro jogo da série Jak and Daxter.  Os jogos de Jak and Daxter atingiram sucesso similar aos jogos de Crash Bandicoot. Durante o desenvolvimento dos jogos Jak 3 e Jak X: Combat Racing, Rubin e Gavin lentamente fizeram a transição de Evan Wells e Christophe Balestra para se tornarem co-presidentes de Naughty Dog quando os fundadores deixassem o estúdio.
Em 2007, a Naughty Dog começou a trabalhar na série Uncharted, e fez sua primeira aproximação a mundos e a personagens realistas, ao contrário de suas séries Crash Bandicoot e Jak and Daxter , com personagens ambientados em mundos fantásticos. A franquia Uncharted foi elogiada pela sua qualidade cinematográfica e proficiência técnica, e vendeu quase 17 milhões de cópias no mundo inteiro desde abril de 2012. 
Durante o Spike TV Video Game Awards de 2011, a Naughty Dog revelou uma nova propriedade intelectual, The Last of Us, descrita como um "jogo de ação e aventura pós-apocalíptico em terceira pessoa", seguindo a situação de uma adolescente, Ellie e do adulto Joel, em uma cenário pós-apocalíptico nos Estados Unidos invadido com seres humanos infectados com uma doença reminiscente da infecção causada por Cordyceps unilateralis. The Last of Us recebeu aclamação universal no seu lançamento. 
Em 2012 e 2013, a Naughty Dog se juntou à Mass Media Inc. para lançar a Jak e Daxter Collection. A coleção contém a  trilogia original do  PlayStation 2 em qualidade de alta definição e foi lançada para PlayStation 3 e PlayStation Vita,respectivamente.
Damon Shelton de Naughty Dog apresentaram a técnica de captura de movimento usada no The Last of Us na GDC 2015.
Em 14 de novembro de 2013, durante a PS4 All Access, a Naughty Dog revelou dois teaser trailers. O primeiro foi um DLC single-player do jogo The Last of Us (primeiro DLC feita pela Naughty Dog), Left Behind, estrelado por Ellie e Riley, uma menina que conheceu Ellie durante os eventos da prequel da série de quadrinhos The Last of Us: American Dreams. O segundo teaser revelou o primeiro título de PlayStation 4 do estúdio, o próximo jogo da série Uncharted, tornando a primeira série a se espalhar por duas gerações de console doméstico (excluindo os remakes de HD).
Em 23 de novembro de 2013, Corrinne Yu, principal arquiteto de motores gráficos da produtora de desenvolvimento da Halo 4 da Microsoft, 343 Industries, anunciou que se juntou a Naughty Dog. Em 07 de dezembro de 2013, durante a primeira edição da  premiação  Pico 's VGX, a Naughty Dog ganhou o premio de Estúdio do Ano por seu trabalho em The Last of Us . 
Em 4 de Março de 2014, o principal roteirista da série Uncharted, Amy Hennig deixou o estúdio, com o diretor de Uncharted 3 Justin Richmond  e com o artista principal do jogo The Last of Us Nate Wells que saiu logo depois. Mais tarde, foi revelado que The Last of Us seria lançado no PlayStation 4 como uma versão remasterizada. 
Em Dezembro de 2016, durante a PlayStation Experience, a Naughty Dog revelou o trailer de The Last of Us Part II, a continuação de The Last of Us.

## Filosofia de desenvolvimento
A Naughty Dog é conhecida por sua maneira única de lidar com o desenvolvimento do jogos, porque o estúdio não tem um produtor em qualquer uma das suas equipes.  A cultura de trabalho na Naughty Dog é muito diferente de muitos outros estúdios; Há menos gerência intermediária; Keith Guerrette, produtor de efeitos especiais do estúdio, disse: "Isso vem com muitos prós e contras, mas eu acho que é definitivamente um dos nossos maiores pontos fortes. Olhando para o resto da indústria, isso é algo que nós falamos um pouco, as empresas que estão fazendo coisas realmente inovadoras, são todos aqueles que não têm a gestão, como o lado do negócio, diretamente injetado na empresa. A Sony nos colocou nesta situação fantástica, onde não temos que ter qualquer produtor, não temos quaisquer interações com a Sony em tudo sobre os desenvolvimentos. " A Naughty Dog também tem total liberdade em basicamente todos os aspectos do design do jogo, e isso também significa que a Sony Computer Entertainment, a empresa-mãe, não impede o estúdio de qualquer implementação de elementos do jogo. 

### ICE Team
A Naughty Dog é o lar da ICE Team, um dos grupos de tecnologia central da Sony World Wide Studios. O termo ICE originalmente significa ''I'nitiative for a Common Engine' que descreve o propósito original do estúdio. A Equipe ICE centra-se na criação de tecnologias de núcleo gráfico para todo mundo da Sony partindo de títulos publicados, incluindo componentes de baixo nível de motores de jogos, dutos de processamento gráfico, ferramentas de suporte e gráficos de perfis e ferramentas de depuração. A Equipe ICE também suporta terceiros desenvolvedores com um conjunto de componentes de motores, e uma análise de gráficos, perfis, e ferramenta de depuração para o RSX. Ambos permitem que os desenvolvedores obtenham melhor desempenho dos hardwares da PlayStation. 

## Jogos desenvolvidos
Como subsidiária da Sony Computer Entertainment, a Naughty Dog é mais conhecida pelo desenvolvimento de jogos para família de consoles PlayStation, incluindo a série Crash Bandicoot para o PlayStation original, Jak e Daxter no PlayStation 2 ; Uncharted e The Last of Us no PlayStation 3 e PlayStation 4 . Antes disso, eles também desenvolveram jogos como Dream Zone , Keef the Thief , Rings of Power e Way of the Warrior .

## Parcerias com outros desenvolvedores

### Insomniac Games
Desde que trabalharam juntas no mesmo prédio no Backlot Universal Interactive Studios, a Naughty Dog e a Insomniac Games tiveram uma relação próxima. O produtor Mark Cerny tem trabalhado extensivamente com ambas as empresas. Eles fizeram tipos de jogos semelhante . Por exemplo, no final dos anos 90, a série Crash Bandicoot da Naughty Dog e a série Spyro the Dragon da Insomniac concorreram no PlayStation como jogos de plataformas baseados em personagens com ambientes imaginativos. Com o lançamento do PlayStation 2, as duas séries foram deixadas nas mãos pela Universal, e ambos os desenvolvedores continuaram em competição amigável após a criação de suas novas franquias emblemáticas ( Jak e Daxter e Ratchet & Clank , respectivamente). Em 2004, a Vicarious Visions reconheceu os laços estreitos entre as franquias Crash e Spyro, desenvolvendo os jogos crossover Crash Bandicoot Purple: Rpg's Rampage e Spyro Orange: The Cortex Conspiracy .
Com o lançamento do PlayStation 3, os desenvolvedores mudaram o foco com a série de ação e aventura da Naughty Dog Uncharted e a série de first-person shooters de ficção científica Resistance , da Insomniac , embora a Insomniac continasse a trabalhar em Ratchet and Clank. Tanto a Naughty Dog quanto a Insomniac afirmaram que não têm planos de fazer um jogo juntas, mesmo que, com a Activision Blizzard controlando os direitos de publicação dos personagens Crash Bandicoot e Spyro the Dragon, tem havido alguns jogos crossover entre os dois estúdios, quando a Sony lançou PlayStation Move Heroes e PlayStation All-Stars Battle Royale , ambos jogos do PlayStation 3 que contam com personagens criados pela Naughty Dog e pela Insomniac no mesmo jogo, bem como personagens criados pela Sucker Punch Productions .

### Ready at Dawn
Didier Malenfant, desenvolvedor da Naughty Dog, deixou a empresa em 2003 para formar uma nova empresa de desenvolvimento, Ready at Dawn, com ex-membros da Naughty Dog e da Blizzard Entertainment. Além disso, Ready at Dawn desenvolveu Daxter para o PSP que foi produzido pela Naughty Dog.

### High Impact Games
Naughty Dog compartilhou sua biblioteca de ativos com a High Impact Games para desenvolver Jak e Daxter: The Lost Frontier . A empresa também é composta de ex-membros da Naughty Dog, bem como ex-membros da Insomniac Games.

### Jogos de Mídia de Massa
Naughty Dog ajudou a Mass Media Games  a trazer a Jak e Daxter Collection para o PS3, que consistia nos 3 primeiros títulos da série remasterizada em 3D e HD (720p) com suporte a troféus.